# Jack Ingram (Rennfahrer)
Jack Ingram (* 28. Dezember 1936 in Asheville, North Carolina; † 25. Juni 2021) war ein US-amerikanischer Automobilrennfahrer. Er gilt als einer der erfolgreichsten Fahrer der heutigen NASCAR Xfinity Series.

## Karriere
Jack Ingram gilt als einer der besten Fahrer der NASCAR, fuhr jedoch nur sehr wenige Rennen in der höchsten Division der NASCAR, dem heutigen Sprint Cup. Einen Großteil seiner Karriere saß er am Steuer eines Autos in der heutigen Nationwide Series, der zweithöchsten Division der NASCAR. In den Jahren 1982 und 1985 gewann er in dieser den Titel, was ihm in den Jahren 1972, 1973 und 1974 bereits in der Late Model Sportsman Division Champions, der Vorgängerserie der Nationwide Series, gelang. Mit seinem ersten Titelgewinn war er im Alter von 45 Jahren der zu diesem Zeitpunkt der älteste NASCAR-Champion und hatte damit einen 23 Jahre alten Rekord von Lee Petty gebrochen. Im Folgejahr brach Bobby Allison mit seinem Titelgewinn im Winston Cup im Alter von ebenfalls 45 Jahren den Rekord wieder. Da Ingram bei seinem zweiten Titelgewinn allerdings 48 Jahre alt war, brach er Allisons Rekord wieder, dieser Rekord wurde inzwischen allerdings von Ted Musgrave und Ron Hornaday junior gebrochen (beide in der Truck-Serie). In der Busch- bzw. Xfinity-Serie hält er diesen Rekord allerdings bis heute.
In seiner gesamten Nationwide-Series-Karriere gewann Ingram 31 Rennen. Bis 1997, als Mark Martin in seinem 32. Rennen dieser Serie siegte, war dies der Rekord. 122 Mal brachte Ingram den Wagen in den Top 5 ins Ziel, 164 Mal in den Top 10. Bemerkenswert ist, dass er dies alles noch in einem verhältnismäßig hohen Alter schaffte. Als er 1982 erstmals in der damals neuen Busch Series startete, der heutigen Nationwide Series, war er bereits 45 Jahre alt. Bei seinem letzten Busch-Sieg war Ingram 50 Jahre alt. Zu diesem Zeitpunkt war Ingram der älteste NASCAR-Sieger überhaupt, bis Harry Gant 1990 diesen Rekord in der Cup-Serie brach. In der Busch/Nationwide/Xfinity-Serie besteht auch dieser Rekord Ingrams bis heute.
Ingram beendete seine Karriere im professionellen Motorsport im Jahre 1991 im Kroger 200 im O’Reilly Raceway Park at Indianapolis. Doch dieser Abschied vom professionellen Motorsport bedeutete nicht, dass er gar keine Rennen mehr bestritt. Noch immer ist der mittlerweile 83-Jährige im Rennsport aktiv. Derzeit startet er in der Late Model Sportsman Division auf dem Greenville-Pickens Speedway in Greenville, South Carolina.
1998 wurde Ingram zu einem der besten NASCAR-Fahrer aller Zeiten (NASCAR’s 50 Greatest Drivers) bestimmt. 2007 wurde er in die International Motorsports Hall of Fame aufgenommen.